# 伊勢原インターチェンジ
伊勢原インターチェンジ（いせはらインターチェンジ）は、神奈川県伊勢原市上平間にある小田原厚木道路のインターチェンジである。小田原方面のみ出入り可能なハーフICである。

## 接続する道路
- 神奈川県道63号相模原大磯線別線
- 神奈川県道44号伊勢原藤沢線

県道63号（271側道）は小田原厚木道路の側道であるが、本IC付近は北側・南側とも片側1車線の対面通行となっている。下り線入口は南側の側道と県道44号との交差点から分岐するのに対し、上り線出口は北側の側道に直接合流するため、側道の西行き車線を平面交差で横切る形となる。北側の側道からは直接小田原厚木道路に進入できない（西行き車線から出口へ進むと逆走となる）ため、県道44号を経由して南側にまわる必要がある。

## 歴史
小田原厚木道路の暫定2車線による全線開通時（1969年）において、平塚IC以東は平面交差によって周辺一般道路と接続しており、伊勢原ICは設置されていなかった。全線を拡幅する4車線化工事の際に、交通の円滑化を目的に平塚IC-厚木西ICも立体化されることとなり、その際に平塚方面へ出入りするハーフインターチェンジとして設置された。

### 年表
- 1979年（昭和54年）7月5日：小田原厚木道路の全線4車線・立体化事業の完成に伴い、供用開始。

## 周辺
- 伊勢原駅
- 菅原神社
- 湘南自動車検査登録事務所
- 東海大学医学部付属病院

## 隣
E85 小田原厚木道路
平塚IC/PA(PAは下り線のみ) - 伊勢原IC - 厚木西IC